# Кудьярово
Кудьярово (рос. Кудьярово) — присілок Сафоновського району Смоленської області Росії. Входить до складу Барановського сільського поселення.
Населення — 4 особи (2007 рік). 